# Federico Leopoldo di Stolberg-Stolberg
Federico Leopoldo di Stolberg-Stolberg (Bad Bramstedt, 7 novembre 1750 – Osnabrück, 5 dicembre 1819) fu un poeta, giurista e traduttore tedesco.

## Biografia
Federico Leopoldo apparteneva ad un ramo cadetto del Casato di Stolberg, figlio di un magistrato danese proprietario di una tenuta fondiaria, il conte Cristiano di Stolberg-Stolberg, e della moglie Cristiana Carlotta di Castell-Remlingen. Assieme al fratello Cristiano, Federico Leopoldo iniziò a frequentare l'Università di Halle nel 1770 per studiare il sistema giuridico tedesco; i suoi studi abbracciavano inoltre i classici della letteratura e vari corsi in materie storiche. I due fratelli successivamente studiarono a Gottinga e furono membri influenti della società Hain o Dichterbund, un'associazione di giovani uomini uniti dall'ambizione di unificare la nazione tedesca, di cui ne amavano la poesia. Al termine degli studi Federico Leopoldo ed il fratello fecero un viaggio in Svizzera in compagnia di Johann Wolfgang von Goethe.
Nel 1777 Federico Leopoldo venne nominato inviato del principe vescovo di Lubecca alla corte di Copenaghen, ma egli comunque trascorreva molto tempo ad Eutin assieme all'amico ed ex compagno di studi, nonché membro del Dichterbund, Johann Heinrich Voss.
Nel 1782 sposò Agnese di Witzleben (9 ottobre 1761 - 15 novembre 1788), che Federico Leopoldo celebrò nei suoi poemi. Dopo sei anni di felice vita matrimoniale, Agnese morì, lasciando due figli maschi e due figlie femmine, una delle quali, Maria Agnese, sposò Ferdinando di Stolberg-Wernigerode.
Federico Leopoldo divenne in seguito ambasciatore della Danimarca presso la corte prussiana. Nel 1789 sposò la contessa Sofia von Redern (4 novembre 1765 - 8 gennaio 1842); dopo il matrimonio intrapresero il grand tour visitando Germania, Svizzera e Italia. Federico Leopoldo documentò il viaggio in una serie di lettere. Questo viaggio fu di grande importanza per la crescita spirituale e religiosa di Federico Leopoldo, in quanto poté fare la conoscenza di Clemens August Droste zu Vischering, un devoto cattolico, nonché del suo tutore, il teologo Johann Theodor Katerkamp.
Dalla seconda moglie ebbe un'ampia discendenza. Fatta eccezione per la figlia maggiore, tutti i figli seguirono il suo esempio e si convertirono al cattolicesimo nel 1801. La figlia più grande, Agnese, promessa sposa al protestante conte Ferdinando di Stolberg-Wernigerode, ma il loro figlio divenne cattolico nel 1854. A causa della sua conversione, Federico Leopoldo venne duramente attaccato dal suo amico Voss  (Wie ward Fritz Stolberg zum Unfreien?, 1819).
Quattro figli e due generi presero parte alle campagne belliche contro la Francia del 1814; uno dei figli morì durante la battaglia di Ligny nel 1815.
Dopo aver vissuto per un breve periodo nei pressi di Bielefeld, egli si ritirò nella propria tenuta di Sondermühlen (attualmente parte di Melle) vicino ad Osnabrück, dove rimase fino alla morte avvenuta nel 1819.

## Matrimonio e discendenza
Dal primo matrimonio con Agnese di Witzleben nacquero quattro figli:
- Cristiano Ernesto (1783 - 1846), nel 1818 sposò la contessa Giuseppina di Gallenberg;
- Maria Agnese (1785 - 1848), nel 1802 sposò il conte Ferdinando di Stolberg-Wernigerode;
- Andrea Otto Henning (1786 - 1863), sposò in prime nozze la contessa Filippina di Brabeck, in seconde nozze la contessa Anna di Hompesch-Bollheim ed in terze nozze la contessa Giulia di Gallenberg;
- Enrichetta (1788 - 1868), nel 1812 sposò Gottlieb Alberto, signore di Hardenberg.

Dal secondo matrimonio con Sofia von Redern, ebbe la seguente discendenza:
- Giulia Agnese Emilia (1790 - 1836), nel 1812 sposò il conte Massimiliano di Korff;
- Sibilla Giovanna Amalia (nata e morta nel 1792);
- Francesco Giovanni Leo (1793 - 1794);
- Francesco Bernardo Leo (nato e morto nel 1795);
- Cristiano Francesco Leo (1796 - 1815);
- Giovanni Pietro Caio (1797 - 1874), nel 1829 sposò Marie von Loë;
- Francesco Federico Leopoldo (1799 - 1840), nel 1838 sposò la contessa Cristiana di Sternberg-Manderscheid;
- Alfredo (1800 - 1834);
- Francesco Bernardo (1802 - 1815);
- Bernardo Giuseppe, conte di Stolberg-Stolberg, di Weidenhof e Schönwitz (1803 - 1859), nel 1833 sposò la contessa Agnese di Seherr-Thoss;
- Giuseppe Teodoro (1804 - 1859), sposò in prime nozze la contessa Maria Teresa di Spee e in secondo nozze la contessa Carolina di Robiano;
- Maria Teresa Amalia (1805 - 1843), nel 1825 sposò il conte Carlo di Robiano;
- Maria Amalia Paolina Clementina (1807 - 1880), nel 1826 sposò il conte Luigi di Robiano-Borsbeek;
- Maria Sofia Paolina (1810 - 1889), sposò in prime nozze Werner, signore di Nagel, e in seconde nozze Wilderico, signore di Ketteler.

## Opere
Federico Leopoldo scrisse numerose odi, ballate, satire e opere teatrali, tra cui la tragedia Timoleon del 1784. Tradusse l'Iliade (1778), nonché scritti di Platone (1796 - 1797), di Eschilo (1802) e Ossian (1806). Nel 1815 pubblicò Leben Alfreds des Grossen e tra il 1806 e il 1818 un'opera in 17 volumi intitolata  Geschichte der Religion Jesu Christi. 
Altri lavori includono poesie, come ad esempio Ballads (1779) e Iambics (1784), e altri scritti, tra i quali Plays (1787) e Travels (1791), nonché la novella The Island (1788). Tradusse inoltre dei passaggi dalle opere di Sant'Agostino, scrisse delle meditazioni sulla Sacra Scrittura che, comunque, non vennero date alle stampe fin dopo la morte di Federico Leopoldo, assieme ad altri testi quali Büchlein der Liebe e il volumetto satirico Kurze Abfertigung des langen Schmähschrifts des Hofrats Voss.
Una raccolta delle opere di Federico Leopoldo e del fratello Cristiano vennero pubblicate in venti volumi tra il 1820 e il 1825. La corrispondenza di Federico Leopoldo con Friedrich Heinrich Jacobi è riportata nel libro Jacobi's Briefwechsel (1825 - 1827), mentre quella con Voss è stata pubblicata nel 1891 da O Hellinghaus. Una selezione dei lavori poetici dei due fratelli è rinvenibile in "August Sauer's Der Göttinger Dichterbund", ne  Deutsche Nationalliteratur, vol. 50, di Joseph Kürschner.
Alcune opere che trattano della figura di Federico Leopoldo sono le seguenti:
- Theodor Menge, Der Graf F. L. Stolberg and seine Zeitgenossen, 2 volumi, 1862;
- JH Hennes, Aus F. L. von Stolbergs Jugendjahren, 1876;
- JH Hennes, Stolberg in den zwei letzten Jahrzehnten seines Lebens, 1875;
- Johannes Janssen, F. L. Graf zu Stolberg, 2 volumi, 1877 (2ª edizione 1882);
- Wilhelm Keiper, F. L. Stolbergs Jugendpoesie, 1893.

## Ascendenza
|                                                 |                                                |                                                 | Genitori                                           |  |  | Nonni |  |  | Bisnonni                                       |  |  | Trisnonni                                    |  |
|                                                 |                                                |                                                 |                                                    |  |  |       |  |  | Cristiano Ludovico, conte di Stolberg-Stolberg |  |  | Giovanni Martino, conte di Stolberg-Stolberg |  |
|                                                 |                                                |                                                 |                                                    |  |  |       |  |  | Cristiano Ludovico, conte di Stolberg-Stolberg |  |  | Giovanni Martino, conte di Stolberg-Stolberg |  |
|                                                 |                                                | Agnese Elisabetta di Barby-Mühlingen            |                                                    |  |  |       |  |  | Cristiano Ludovico, conte di Stolberg-Stolberg |  |  |                                              |  |
| Cristoforo Federico, conte di Stolberg-Stolberg |                                                |                                                 |                                                    |  |  |       |  |  | Cristiano Ludovico, conte di Stolberg-Stolberg |  |  |                                              |  |
|                                                 |                                                | Luisa Cristina d'Assia-Darmstadt                | Giorgio II, langravio d'Assia-Darmstadt            |  |  |       |  |  |                                                |  |  |                                              |  |
|                                                 |                                                | Luisa Cristina d'Assia-Darmstadt                | Giorgio II, langravio d'Assia-Darmstadt            |  |  |       |  |  |                                                |  |  |                                              |  |
|                                                 |                                                | Luisa Cristina d'Assia-Darmstadt                | Sofia Eleonora di Sassonia                         |  |  |       |  |  |                                                |  |  |                                              |  |
| Cristiano Günther, conte di Stolberg-Stolberg   |                                                | Luisa Cristina d'Assia-Darmstadt                |                                                    |  |  |       |  |  |                                                |  |  |                                              |  |
|                                                 |                                                | Sigismondo Enrico, barone di Bibran-Modlau      | Enrico, barone di Bibran-Modlau                    |  |  |       |  |  |                                                |  |  |                                              |  |
|                                                 |                                                | Sigismondo Enrico, barone di Bibran-Modlau      | Enrico, barone di Bibran-Modlau                    |  |  |       |  |  |                                                |  |  |                                              |  |
|                                                 |                                                | Sigismondo Enrico, barone di Bibran-Modlau      | Elena di Stosch                                    |  |  |       |  |  |                                                |  |  |                                              |  |
| Enrichetta di Bibran-Modlau                     |                                                | Sigismondo Enrico, barone di Bibran-Modlau      |                                                    |  |  |       |  |  |                                                |  |  |                                              |  |
|                                                 |                                                | Maria Caterina di Czettritz-Neuhaus             | Enrico di Czettritz-Neuhaus                        |  |  |       |  |  |                                                |  |  |                                              |  |
|                                                 |                                                | Maria Caterina di Czettritz-Neuhaus             | Enrico di Czettritz-Neuhaus                        |  |  |       |  |  |                                                |  |  |                                              |  |
|                                                 |                                                | Maria Caterina di Czettritz-Neuhaus             | Maria Rosina di Hohberg                            |  |  |       |  |  |                                                |  |  |                                              |  |
| Federico Leopoldo, conte di Stolberg-Stolberg   |                                                | Maria Caterina di Czettritz-Neuhaus             |                                                    |  |  |       |  |  |                                                |  |  |                                              |  |
|                                                 | Volfango Teodorico, conte di Castell-Remlingen | Volfango Giorgio I, conte di Castell-Remlingen  |                                                    |  |  |       |  |  |                                                |  |  |                                              |  |
|                                                 | Volfango Teodorico, conte di Castell-Remlingen | Volfango Giorgio I, conte di Castell-Remlingen  |                                                    |  |  |       |  |  |                                                |  |  |                                              |  |
|                                                 | Volfango Teodorico, conte di Castell-Remlingen | Sofia Giuliana di Hohenlohe-Pfedelbach          |                                                    |  |  |       |  |  |                                                |  |  |                                              |  |
| Carlo Federico, conte di Castell-Remlingen      | Volfango Teodorico, conte di Castell-Remlingen |                                                 |                                                    |  |  |       |  |  |                                                |  |  |                                              |  |
|                                                 |                                                | Elisabetta Dorotea di Limpurg-Obersontheim      | Ludovico Casimiro, signore di Limpurg-Obersontheim |  |  |       |  |  |                                                |  |  |                                              |  |
|                                                 |                                                | Elisabetta Dorotea di Limpurg-Obersontheim      | Ludovico Casimiro, signore di Limpurg-Obersontheim |  |  |       |  |  |                                                |  |  |                                              |  |
|                                                 |                                                | Elisabetta Dorotea di Limpurg-Obersontheim      | Dorotea Maria di Hohenlohe-Waldenburg-Pfedelbach   |  |  |       |  |  |                                                |  |  |                                              |  |
| Cristiana di Castell-Remlingen                  |                                                | Elisabetta Dorotea di Limpurg-Obersontheim      |                                                    |  |  |       |  |  |                                                |  |  |                                              |  |
|                                                 |                                                | Giovanni Federico, conte di Castell-Rüdenhausen | Filippo Goffredo, conte di Castell-Rüdenhausen     |  |  |       |  |  |                                                |  |  |                                              |  |
|                                                 |                                                | Giovanni Federico, conte di Castell-Rüdenhausen | Filippo Goffredo, conte di Castell-Rüdenhausen     |  |  |       |  |  |                                                |  |  |                                              |  |
|                                                 |                                                | Giovanni Federico, conte di Castell-Rüdenhausen | Anna Sibilla Florentina di Salm-Dhaun              |  |  |       |  |  |                                                |  |  |                                              |  |
| Federica Eleonora di Castell-Rüdenhausen        |                                                | Giovanni Federico, conte di Castell-Rüdenhausen |                                                    |  |  |       |  |  |                                                |  |  |                                              |  |
|                                                 |                                                | Caterina Edvige di Rantzau-Breitenburg          | Cristiano Detlev, conte di Rantzau-Breitenburg     |  |  |       |  |  |                                                |  |  |                                              |  |
|                                                 |                                                | Caterina Edvige di Rantzau-Breitenburg          | Cristiano Detlev, conte di Rantzau-Breitenburg     |  |  |       |  |  |                                                |  |  |                                              |  |
|                                                 |                                                | Caterina Edvige di Rantzau-Breitenburg          | Caterina Edvige di Brockdorff                      |  |  |       |  |  |                                                |  |  |                                              |  |
|                                                 |                                                | Caterina Edvige di Rantzau-Breitenburg          |                                                    |  |  |       |  |  |                                                |  |  |                                              |  |